# 善悪二元論
善悪二元論（ぜんあくにげんろん）とは、世の中の事象を善と悪の二つに分類する事で世界を解釈する認識法。フリードリヒ・ニーチェは『善悪の彼岸』を提唱し、キリスト教における善神勝利一元論に即した善悪の二元論を批判したとされるが、そうした自らの言説が善悪二元論を呈するという矛盾に陥った。
ゾロアスター教においては、善と悪の二柱の神・アフラ・マズダーとアーリマンが信じられていたが、この二元論は定着民と遊牧民との対立抗争に根ざしたものとみられ、野蛮な遊牧民が悪神を生み出しているというものであった（後述書 p.64）。これとは逆であったのがイスラエルの民であり、荒野で遊牧している間に宗教を形成したため、『旧約聖書』では、農業民に対する軽蔑や反感が露骨に現れている（後述書 p.64）。「創世記」第四章の記述として、アダムとヱヴァの2人の子の内、カインは耕作者となり、弟アベルは牧羊者となって羊を神に捧げたが、主はアベルの供物だけを顧みたためカインは怒り、アベルを殺害し、人類最初の殺人犯となったとある。この神話において、主がヱヴァの捧げ物を無視した理由としては、牧畜民の神であったことが考えられ（後述書 p.65）、「創世記」第十一章における主の怒りも都市への定住生活に対する嫌悪感によるものとみられる。このように、その民族の営みによっても、善悪二元論の立場は異なる。
河合隼雄は、一神教（キリスト教）における善悪二元論を神とサタンが対立することに由来する社会とし、これと比較し、神道の場合、対立する神と神は存在するが、明確に善悪の区分をせず、交互に祀る関係を挙げ（勝者である高天原系の神と敗者である出雲系の神と言った具合に）、日本人が敗者に対して愛惜感が強いこと（日本の神には敗者もいる他、近世では南朝正統論が生じている）や判官贔屓の原型が求められるとする。さらに仏教では「善悪不二（善悪一如）」という考え方があり、仏の立場からすれば、善悪は別の物ではないという立場をとっており（『広辞苑』）、近世の心学における善玉悪玉（悪玉から善玉に戻るという考え方）にもみられる。ただし浄土宗の一派でも見解は異なり、時宗の場合、「善悪共に救われる」とする一種の一元論であるが、これに対し、「善悪の厳しい対立」を前提にしていたのが浄土真宗である。